# Інститут Альберта Ейнштейна
Інститут Альберта Ейнштейна (англ. Albert Einstein Institution) — неприбуткова організація, яка спеціалізується на вивченні методів ненасильницького опору в ході конфліктів і на вивченні його потенціалу. Свої висновки поширює за допомогою друкованих видань та інших засобів масової інформації, перекладів, конференцій, консультацій і семінарів. Засновником установи і старшим науковим співробітником є Джин Шарп, відомий своїми роботами зі стратегії ненасильницької боротьби.
Інститут названий на честь фізика, нобелівського лауреата Альберта Ейнштейна. В деяких моментах свого життя він проявляв себе як пацифіст. Установа «прагне до захисту свободи, демократії і зменшення політичного насильства за допомогою застосування ненасильницьких дій».